# 配偶体
配偶体（はいぐうたい、英: gametophyte）とは、世代交代を行う植物や藻類、或いは菌類などで、相同な染色体を1組のみ持つ世代もしくは多細胞体のことを指す。対義語は胞子体。

## 生活環における位置づけ
配偶体は細胞分裂により雌性または雄性（あるいは両方）の配偶子を作る。雌雄両性の配偶子が融合すると複相（二倍体）の接合子ができ、これが細胞分裂を繰り返して多細胞の胞子体を形成する。成熟した胞子体は減数分裂により胞子を形成し、この半数体の胞子が細胞分裂を繰り返して配偶体を形成する。
また、配偶子を形成することから、これが有性生殖であるとし、この世代を有性世代と呼ぶこともある。

## 具体例
コケ植物では、配偶体が普通に見られる植物体（栄養体）である。初期の配偶体は原糸体（げんしたい）といい、それが発達して茎葉体または葉状体の形をとる。その上の造卵器と造精器で卵子と精子が形成される。受精によって胞子体が形成されるが、胞子体は配偶体に寄生して胞子を作るだけである。
シダ植物の配偶体は前葉体（ぜんようたい、prothallus、prothallium）といい、コケの配偶体よりはるかに微小であるが、葉状体に似て扁平で地面に生育するものが多い。一般に胞子体（普通見る植物体）が育つと枯れるが、一部の種では長く生き残る。前葉体は種によって雌雄同体（大部分のシダ植物）または雌雄異体（イワヒバ科や水生シダ）のものがある。雌雄異体の場合は配偶子としてそれぞれ卵子と精子の一方だけを作る。そのもとになる胞子にも区別があってそれぞれ大胞子・小胞子という。種子植物の祖先もこの雌雄異体タイプだったと考えられる。
種子植物の配偶体は顕微鏡レベルにまで退化し、栄養体である胞子体に寄生する。雌性配偶体は胚珠内の胚嚢、雄性配偶体は花粉である（またこれらから発生する器官を含めてそれぞれ大配偶体、小配偶体ともいう）。裸子植物のうち原始的な性質を保つソテツ類およびイチョウでは、小配偶体が胚珠上で成熟して精子を作り、これが卵細胞と融合する。その他の裸子植物では精子はできず精細胞に退化している。また裸子植物の胚乳も大配偶体に由来する。被子植物では花粉は胚珠に到達せず雌蕊の柱頭につき、ここで花粉管を発芽して精核を胚珠まで送り込む（被子植物の胚乳は裸子植物と違い、精核1個と極核2個が融合してできる3倍体である）。
多細胞藻類（緑藻・褐藻・紅藻）では、胞子体と配偶体が同形のものもあるが、多くは配偶体の方が小さい。